# Morus celtidifolia
Espèce
Morus celtidifolia, le mûrier à feuilles de micocoulier, est une espèce de plantes dicotylédones de la famille des Moraceae, originaire du continent américain. Ce sont des arbustes ou des arbres dioïques, de taille moyenne, à feuilles caduques.

## Description
Morus celtidifolia est un arbuste ou un arbre de 4 à 15 m de haut, dioïque (rarement monoïque), aux branches glabres à pubérulentes, avec entre-nœuds courts. Les bourgeons foliaires, de 2 à 6 mm de long,  sont pubérulents à sériques.
Les feuilles sont portées par un pétiole de 1 à 3  cm de long, glabre à pubérulent. Le limbe foliaire, de 5 à 12 cm de long sur 3 à 6 cm de large, de consistance cartacée, est de forme ovale à oblongue, obtus à tronqué à la base, à l'apex acuminé, au bord denté. La face supérieure est lisse ou rugueuse, glabre, rarement pubérulente, la face inférieure lisse à parfois scabre, glabre à rarement pubérulente. La feuille présente 4 à 6 paires de nervures secondaires, légèrement saillantes.
L'inflorescence, unisexuée ou rarement bisexuée, de 1 à 2 cm de long sur  4 à 6 mm de large, portée par un pédoncule de 1 cm de long environ, est en forme de racème ou d'épi (spiciforme).
Les fleurs, tétramères,  peu nombreuses à nombreuses, sessiles à pédonculées, sont sous-tendues par une ou deux bractées de 1 mm de long, triangulaires à ovales, pubérulentes.
Les fleurs mâles présentent un périanthe formé de 4 tépales verts, de 1,5 à 2,5 mm de long, pubérulents à tomenteux et ciliées, 4 étamines aux filaments de 1,6 mm de long, et aux anthères d'environ 0,4  mm de long.
Les fleurs femelles ont des tépales verts de 1 de 2 mm de long, pubérulents et ciliés, 2 stigmates de longueur similaire.
L'infrutescence de 1à 2 cm de long est composée de fruits drupacés de 2,5 à 3,0 mm de long, rouges à noirs, avec un endocarpe de 2 mm de long.

## Synonymes
Selon The Plant List (25 juin 2019) :
- Morus albida Greene
- Morus betulifolia Greene
- Morus canina Greene
- Morus goldmanii Greene
- Morus mexicana Benth.
- Morus pandurata Greene
- Morus radulina Greene
- Morus vernonii Greene